# Paul Kaspar (Pianist)
Paul Kaspar (* 1960 in Ostrava, Tschechoslowakei als Pavel Kašpar) ist ein deutsch-tschechischer Pianist.

## Leben und Wirken
Paul Kaspar erhielt im Alter von fünf Jahren seinen ersten Klavierunterricht in Ostrava. Später absolvierte er sein Klavierstudium bei Rudolf Macudzinski an der Hochschule für Musische Künste Bratislava (VŠMU), bei František Rauch am Prager Konservatorium sowie als Meisterschüler von Ludwig Hoffmann an der Musikhochschule München, wo er sein Diplom erhielt.
Kaspar konzertierte in Europa, den USA, Kanada, Israel, Mexiko und China, unter anderem mit den Prager Symphonikern und dem Prager Rundfunkorchester, dem Orchestra Sinfonica di Roma, dem Beijing Symphony Orchestra, der Neuen Philharmonie Westfalen, dem Orquesta Sinfónica del Estado de México, dem Philharmonischen Orchesters Janáček, dem Südwestdeutschen Kammerorchester Pforzheim und der Philharmonie Brünn unter der Leitung von Dirigenten wie Petr Altrichter, Heiko Mathias Förster, Libor Pešek, Jiří Kout, Dirk Kaftan, Mladen Tarbuk und Roberto Paternostro. Er trat zudem mehrfach beim Janáček-Festival auf.
Kaspar widmet sich außerdem der Kammermusik. 1993 gründete er mit dem Cellisten Jiří Hanousek das Duo Moravia, mit dem er mehrere CDs veröffentlichte, darunter die Erstaufnahme des Gesamtwerkes für Cello und Klavier von Josef Bohuslav Foerster. Ebenfalls arbeitete er mit Künstlern zusammen wie Thomas A. Irnberger, David Geringas, Roman Novotný (Flöte), Bryn Terfel, Miroslav Dvorský (Tenor) dem Quartett der Berliner Philharmoniker und dem Pražák Quartett, mit dem er 1998 die Uraufführung des Klavierquintetts von Otomar Kvěch im Prager Rudolfinum spielte.
Der Komponist Roland Leistner-Mayer widmete ihm sein Klavierkonzert, das Kaspar 2001 mit den Hofer Symphonikern uraufführte und das vom BR aufgenommen wurde. Er machte Aufnahmen für verschiedene weitere Rundfunkanstalten, darunter NDR, HR, SWR, RAI sowie der Tschechische Rundfunk.
Kaspars gilt insbesondere als bedeutender Interpret der Werke tschechischer Komponisten. Sein Repertoire umfasst ein breites Spektrum musikalischer Stilrichtungen, vom Barock über die Wiener Klassik und Romantik bis hin zu zeitgenössischen Komponisten wie Petr Eben, Jindřich Feld und Bohuslav Martinů, dessen gesamte Klavierwerke er in Koproduktion mit dem BR einspielte.

## Diskografie
- Bohuslav Martinů, Sonatas for Cello and Piano (complete). Centaur Records, 1995
- Josef Bohuslav Foerster, The Cello Sonatas. Duo Moravia, tudor, 1998
- Duo Moravia: Debussy, Koechlin, Poulenc and Janácek: Sonatas for Violoncello and Piano. Real Sound, 2004
- Bohuslav Martinů: Piano Works Vol. 1. Tudor, 2002
- Bohuslav Martinů: Piano Works Vol. 2. Tudor, 2004
- Bohuslav Martinů: Piano Works Vol. 3. Tudor, 2009
- Poulenc, Martinù, Milhaud, Borne: Works for Flute and Piano. Artesmon, 2010
- Beethoven & Haydn. Artesmon, 2010
- Karl Goldmark: Konzert für Violine & Orchester, Sonate für Violine & Piano. Mit Thomas Albertus Irnberger (Violine). Gramola, 2013
- Antonín Dvořák: Violinkonzert & Violinwerke. Gramonla, 2015
- Karl Goldmark: Suite für Violine & Klavier Nr. 2, Klaviertrio Nr. 1. Gramola, 2016
- Dvořák, Smetana, Suk: Die Klaviertrios. Gramola, 2020